# Joe Arroyo
Álvaro Arroyo González (Cartagena de Indias, 1 de noviembre de 1955-Barranquilla, 26 de julio de 2011), más conocido como Joe Arroyo, fue un cantante y compositor colombiano de música salsa y tropical. Es considerado como uno de los grandes intérpretes de música de Colombia.
Ganó múltiples discos de oro a lo largo de su carrera; entre ellos, dieciocho congos de oro y cuatro super congos en el festival de Orquestas del Carnaval de Barranquilla. Entre sus canciones más relevantes destacan «La rebelión», «Tania», «Mary», «En Barranquilla me quedo», «El ausente», «Tumbatecho», «Centurión de la noche», «Manyoma», «La noche», «La rumbera», «La guarapera», «El trato», «Con gusto y ganas», entre otras.
En noviembre de 2011, recibió el premio Grammy Latino como mejor cantante/compositor en la ceremonia de los Grammy Latinos 2011.

## Primeros años
Nacido y criado en el barrio Nariño de Cartagena, Arroyo comenzó su carrera a muy temprana edad cuando desde los ocho años cantaba en bares y burdeles de Tesca, zona de tolerancia de su ciudad natal. En sus inicios, cantó con agrupaciones como Los Caporales del Magdalena, Manuel Villanueva y su Orquesta y el Supercombo Los Diamantes (las dos últimas en 1970).

## Consagración
Para mirar bien atrás, empezó con la canción «Manyoma», que es de Fruko, pero que tiene mis arreglos. Allí nació ese golpe, pero en realidad se hizo fuerte cuando yo llevaba cuatro años con mi banda. Es un sonido que tiene soka, salsa, sonidos africanos, cumbia, brisa del mar y un 50 % que nace de mí pero que no tengo ni idea qué es.
Joe Arroyo comentando los orígenes del joesón.

En 1973 tiene su gran oportunidad cuando firma para Discos Fuentes después de que en el parque Suri Salcedo, en Barranquilla, al productor, autor y director artístico de Discos Fuentes Isaac Villanueva le llamó la atención un «pelao» que cantaba con el sazón de la cubana Celia Cruz. El locutor Mike Char se lo había recomendado a Fruko y le dijo que podía verlo en acción en la caseta El Escorpión, en el balneario Pradomar (Atlántico), como voz de la orquesta de planta, La Protesta.
El domingo Villanueva estaba en el lugar. Y le causó más impacto. Habló con Leandro Boiga, director de La Protesta, y obtuvo permiso para llevarlo a ensayar días después a Medellín. Así se vinculó Joe Arroyo a la agrupación de Fruko y sus Tesos, orquesta con la que alcanzó gran fama y con la que grabó ininterrumpidamente hasta 1981. Entre 1974 y 1975, actuó con Los Líderes (Los barcos en la bahía); entre 1976 y 1981, con The Latin Brothers (La guarapera); en 1976, con Los Bestiales; en 1978, con Pacho Galán (Volvió Juanita) y con La Sonora Guantanamera, y, en 1980, con Los Titanes. También hizo coros en otros grupos como Piano Negro, Afro Son, Los Rivales, Los Bestiales, Wanda Kenya, los Hermanos Zuleta, el Binomio de Oro, Juan Piña, Mario Gareña, Gabriel Rumba Romero, Claudia Osuna, Claudia de Colombia, Oscar Golden, Yolandita y los Carrangueros, Don Medardo y Sus Players, entre otros.
En 1981 fundó su propia orquesta, La Verdad, con la que se dedicó a mezclar diversas influencias musicales, fundamentalmente la salsa con la música costeña (cumbia, porro, chandé, entre otros) y con diversos ritmos del Caribe (konpa dirèk, reggae) hasta crear su propio ritmo, el «joesón».
Algunos de los éxitos grabados con La Verdad son clásicos de la música costeña que le valieron muchos premios y ser considerado el Rey del Carnaval de Barranquilla, del que ganó 10 Congos de Oro y un Supercongo de Oro (creado especialmente para él) en el Festival de Orquestas. Uno de sus mayores éxitos fue «La rebelión» (1986), canción que narra la historia de un matrimonio africano, esclavos de un español, en la Cartagena de Indias del siglo XVII. El solo de piano, ejecutado por Chelito de Castro, y los soneos de Arroyo hicieron de «La rebelión» un éxito inmediato que aún se baila en las fiestas y discotecas del continente. En México sucede el mismo fenómeno desde que se publicó por primera vez el tema en el LP Tequendama de Oro Volumen 7, de Discos Peerless en 1987, y su LP Joe Arroyo y su Orquesta La Verdad, grandes éxitos, aún a la fecha el tema es muy popular en el movimiento sonidero.
Otras de las canciones más exitosas de Joe Arroyo fueron «El caminante», «Confundido», «Manyoma», «Tania» (dedicada a su hija) y «El ausente», todas grabadas con Fruko.[cita requerida]
El álbum Fuego en mi mente (1988) contiene canciones con influencias de la música africana y de la salsa contemporánea. Con La guerra de los callados (1990), realizó su primera gira española. En 1993 editó Fuego y volvió a tocar en España.
Joe Arroyo grabó con las casas disqueras Discos Tropical (1970-1971), Discos Fuentes (1973-1990) y Discos Sony (1991-2002). Luego de una temporada de 11 años en Discos Sony, regresó a Discos Fuentes de Medellín en 2003, donde grabó sus últimos trabajos: Se armó la moña en carnaval (2004), Mosaico de trabalenguas (2006) y El super Joe (2007). Joe es uno de los cinco colombianos que han aparecido en la portada de la revista Rolling Stone.

## Problemas de salud y muerte

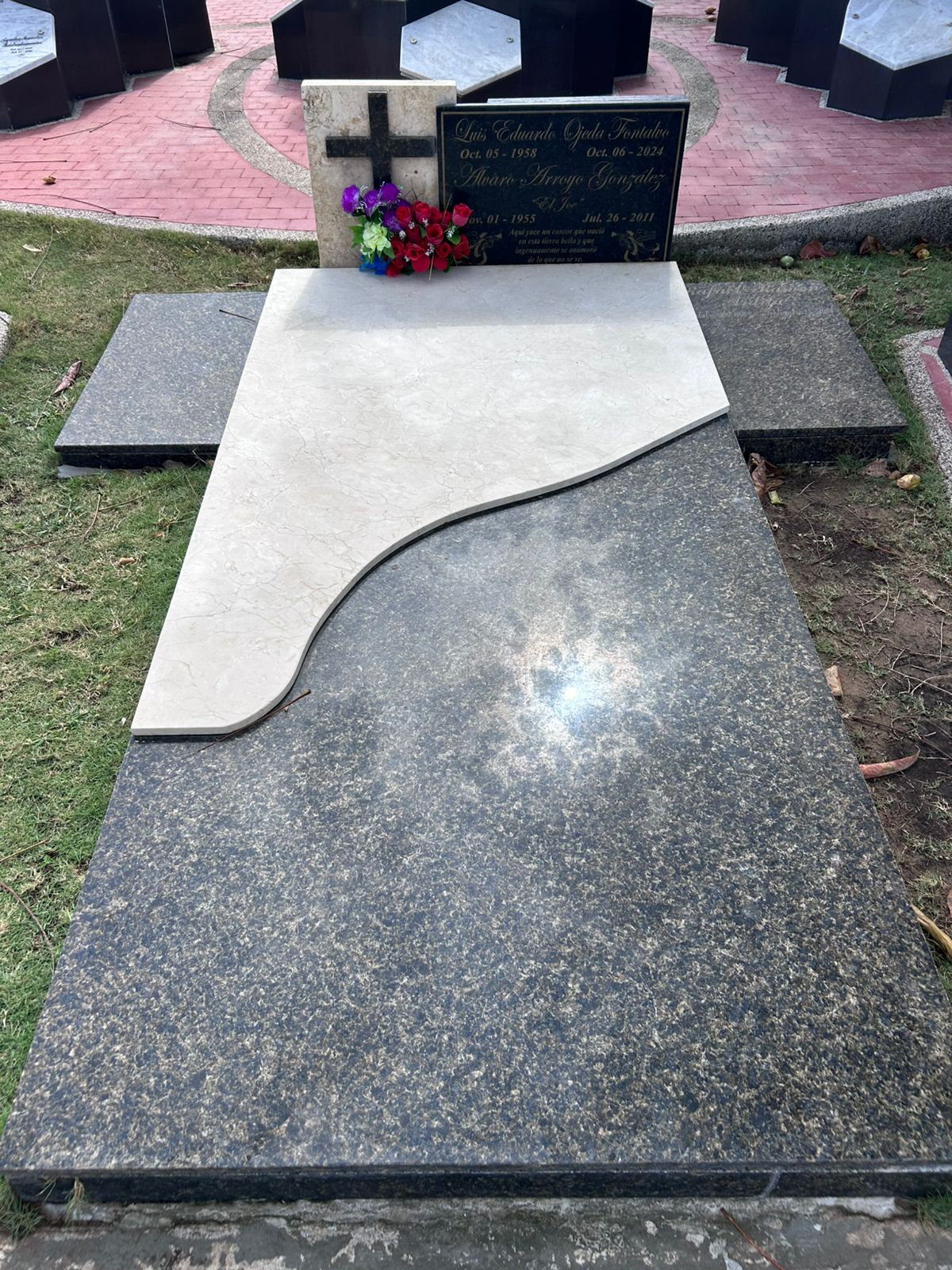
Tumba de Joe Arroyo en el cementerio Jardines de la Eternidad.

Desde principios de los años 1980, Joe sufrió múltiples quebrantos de salud que le impidieron realizar giras de conciertos y por los cuales varias veces fue dado por muerto. El 7 de septiembre de 1983, fue dado por muerto tras sufrir una tiroides retrospectiva que lo mantuvo alejado de los escenarios. En el 2000, estuvo cerca de morir en Barcelona, España, a causa de un coma diabético y una neumonía.
Su historia médica registró una isquemia, problemas renales, motrices y dificultad para cantar. Incluso en algunos conciertos debió ser ayudado a subir a la tarima debido a estados de debilidad y desorientación.
En 1997 pese a sus problemas de salud hizo una aparición especial en la telenovela Perro amor.
La salud del cantante se vio afectada el 26 de abril de 2011 y permaneció internado desde fines de junio de 2011 en la clínica La Asunción de Barranquilla en cuidados intensivos por un cuadro clínico de crisis hipertensiva, cardiopatía isquémica y diabetes mellitus con descompensación simple. Estuvo conectado a un respirador artificial, se le practicó diálisis y se le realizó una traqueotomía. Su estado dio lugar a que en las redes sociales lo dieran por muerto, lo cual era desmentido tanto por sus familiares como por la institución hospitalaria. Todo lo anterior se desarrolló en medio de una polémica entre la familia anterior del cantante (su exesposa Mary Luz Alonso y sus hijas) y sus amigos, entre ellos Juan Piña, que consideraban que Joe estaba siendo explotado por su esposa Jacqueline Ramón y por su representante musical Lucho Ojeda, quienes manifestaban que Joe Arroyo no padecía quebrantos importantes de salud y anunciaban su pronto regreso a los escenarios.
Murió el 26 de julio de 2011, a las 7:45 am (UTC–5), en la clínica La Asunción, de Barranquilla, a causa de un paro cardiorrespiratorio, producto de una falla multiorgánica (tensión alta, infecciones, problemas renales) que lo había mantenido en cuidados intensivos desde el lunes 27 de junio del mismo año. Fue sepultado el 27 de julio de 2011 en el cementerio Jardines de la Eternidad de Puerto Colombia. El 19 de octubre de 2011, su cadáver fue trasladado a un área especial para personajes ilustres en el cementerio Jardines de la Eternidad.
El 17 de diciembre de 2011, la Alcaldía de Barranquilla inauguró una estatua de Joe Arroyo en el parque de los Músicos.

## Legado

### Estatuas
En Barranquilla hay una estatua dedicada al cantante en el parque de los Músicos, inaugurada en 2011. El monumento representa a Joe Arroyo tocando la clave. El proyecto fue gestionado por el alcalde Alejandro Char.
En Cartagena también hay una estatua del artista, ubicada en la plazoleta de Joe Arroyo, antigua plaza de las Empresas Públicas, la cual fue inaugurada a finales del mes de septiembre de 2013. El proyecto empezó a gestionarse desde la administración de la alcaldesa Judith Pinedo Flórez, y culminó en la administración de Dionisio Vélez. El escultor Oscar Noriega Sarmiento fue el autor de la obra, la cual cuenta con una altura de tres metros y medio hecha de resina de carbono y otros materiales como bronce y cobre y fue terminada en cuarenta y cinco días. La escultura muestra al artista con los brazos abiertos y vestimenta estilo africano, con la cual siempre se identificó.

### Telenovela
Joe había firmado con Cenpro TV la realización de una miniserie sobre su vida, una vez finalizase Alejo, la búsqueda del amor, de Caracol Televisión. Pero en el año 2000 Cenpro TV quebró tras la crisis de la televisión pública en Colombia. Entre junio y diciembre de 2011, el Canal RCN transmitió una telenovela basada en la vida del cantante llamada El Joe, la leyenda. El cantante falleció durante la transmisión de la serie.

### Museos
Después de su fallecimiento, Jacqueline Ramón y Mary Luz Alonso (dos exesposas de Arroyo) decidieron construir dos museos respectivamente. El museo de Jacqueline exhibirá varios artículos destacados durante su trayectoria musical como los dieciocho Congos de Oro ganados en el carnaval de Barranquilla. En un futuro, se espera trasladar el museo a un lugar más apropiado, una vez obtenido el visto bueno del Ministerio de Cultura. En el lugar, también se exhibirá una estatua de cera diseñada por un escultor estadounidense. El otro museo, ubicado en la casa de Mary Luz Alonso Llanos y sus hijas Eykol y Nayalibe Arroyo, también presentará artículos, fotos y otros Congos de Oro, además de una estatua.

### Lugares
En julio de 2011, la alcaldía de Barranquilla decidió llamar a una de las estaciones del sistema de transporte masivo de la ciudad, Transmetro, «Estación de Retorno Joe Arroyo», en tributo al legado musical del cantante. Según el entonces Gerente de Transmetro, Manuel Fernández Ariza, la estación Joe Arroyo es la más importante del sistema integrado de transporte. En Cartagena, la antigua pazoleta Telecom fue rebautizada plaza Joe Arroyo, lugar donde también se develó una estatua.

### Eponimia
El 1 de marzo de 2012, un científico colombiano descubrió una especie nueva de abeja en la Costa Caribe colombiana que fue denominada en honor del cantante, la Geotrigona joearroyoi.

### Canciones

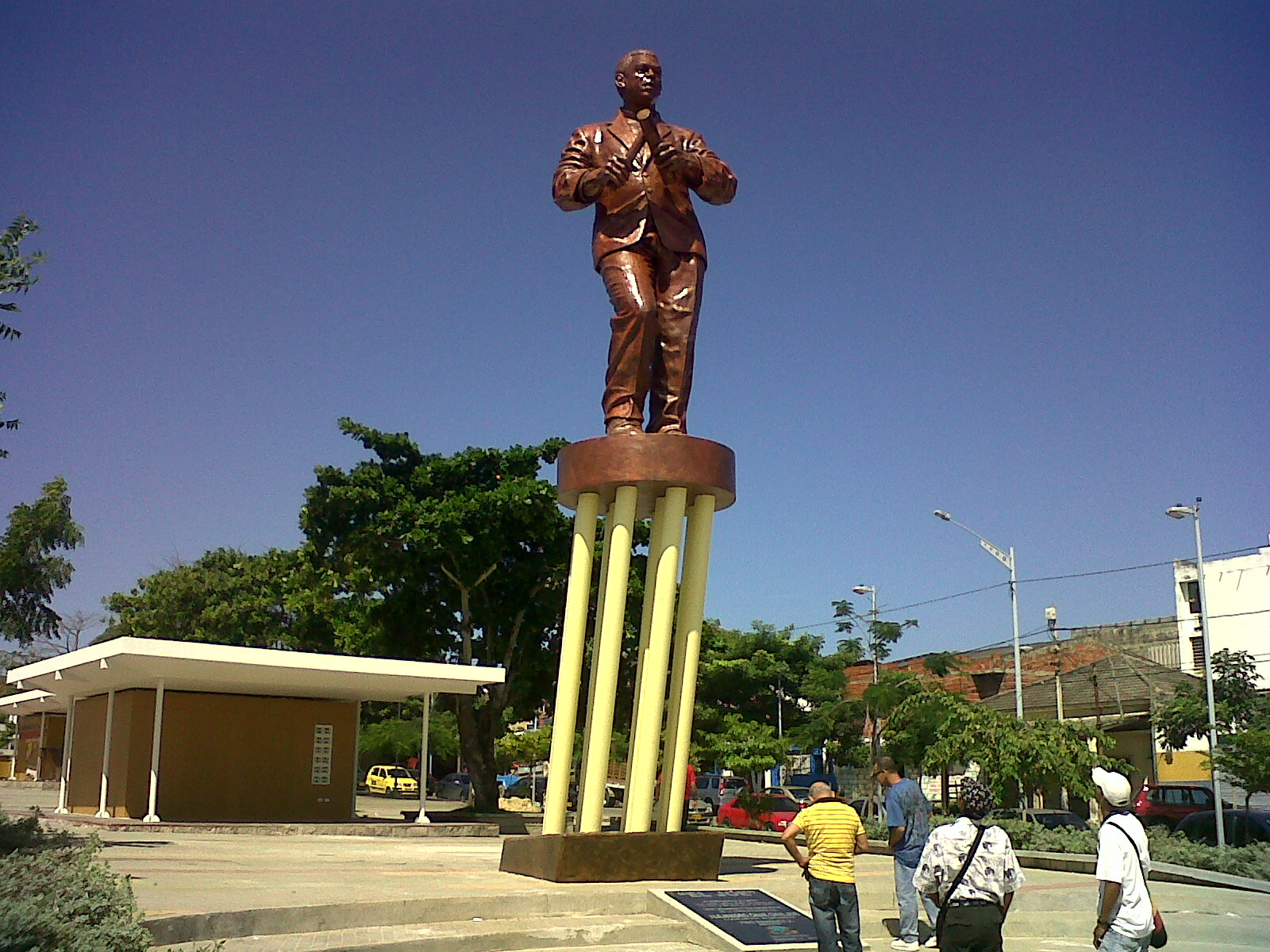
Estatua Joe Arroyo (Barranquilla)

El mismo día de la muerte de Arroyo, el cantante Checo Acosta compuso «Adiós, Centurión» mientras hacía el viaje de Medellín a Barranquilla. El video y la canción fueron lanzados meses después, el tema fue incluido en el álbum Chefusiones. Otra canción con la que se le rindió homenaje fue «El Rey del Carnaval», que contó con la participación de Juan Carlos Coronel, Petrona Martínez, Checo Acosta; el pianista y también cantante Chelito de Castro, Ricardo el Pin Ojeda, quien fue timbalero de la orquesta La Verdad, y también con Eykol Tato Arroyo, hija de Joe Arroyo. Esta canción fue incluida en el álbum conmemorativo que hizo la Cervecería Águila.

## Discografía[13]

### Con Manuel Villanueva y su Orquesta
| Disquera        | Título             | Año  |
| Discos Tropical | Hasta la madrugada | 1970 |

### Con El Supercombo Los Diamantes
| Disquera        | Título                               | Año  |
| Discos Tropical | Los diamantes de Rubén Darío Salcedo | 1970 |

### Con La Protesta
| Disquera        | Título                 | Año  |
| Discos Tropical | Ah ah oh no (sencillo) | 1971 |
| Discos Tropical | La bamba (sencillo)    | 1971 |

### Con Fruko y sus Tesos
| Disquera       | Título            | Año  |
| Discos Fuentes | Tesura            | 1970 |
| Discos Fuentes | El bueno          | 1972 |
| Discos Fuentes | Ayunando          | 1973 |
| Discos Fuentes | El violento       | 1973 |
| Discos Fuentes | El caminante      | 1974 |
| Discos Fuentes | El grande         | 1975 |
| Discos Fuentes | El bárbaro        | 1976 |
| Discos Fuentes | El patillero      | 1977 |
| Discos Fuentes | El cocinero mayor | 1978 |
| Discos Fuentes | El espectacular   | 1980 |
| Discos Fuentes | El genio          | 1981 |

### Con Los Líderes
| Disquera       | Título        | Año  |
| Discos Fuentes | La interesada | 1974 |
| Discos Fuentes | El medallón   | 1975 |

### Con Los Bestiales
| Disquera       | Título        | Año  |
| Discos Fuentes | Los bestiales | 1976 |

### Con The Latin Brothers
| Disquera       | Título               | Año  |
| Discos Fuentes | Te encontré          | 1976 |
| Discos Fuentes | Báilame como quieras | 1977 |
| Discos Fuentes | Suavecito apretadito | 1978 |
| Discos Fuentes | En su salsa          | 1979 |
| Discos Fuentes | Latin Brothers 81    | 1981 |

### Con Pacho Galán
| Disquera       | Título      | Año  |
| Discos Fuentes | Pacho Galán | 1978 |

### Con La Sonora Guantanamera
| Disquera       | Título                 | Año  |
| Discos Fuentes | La Sonora Guantanamera | 1978 |

### Con Los Titanes
| (Disquera)     | Título      | Año  |
| Discos Fuentes | Los Titanes | 1980 |

### Con La Verdad
| Disquera       | Título                      | Año  |
| Discos Fuentes | Arroyando                   | 1981 |
| Discos Fuentes | Con gusto y gana            | 1981 |
| Discos Fuentes | El campeón                  | 1982 |
| Discos Fuentes | Actuando                    | 1983 |
| Discos Fuentes | Hasta amanecé               | 1984 |
| Discos Fuentes | Me le fugué a la candela    | 1985 |
| Discos Fuentes | Musa original               | 1986 |
| Discos Fuentes | Echao pa'lante              | 1987 |
| Discos Fuentes | Fuego en mi mente           | 1988 |
| Discos Fuentes | En acción                   | 1989 |
| Discos Fuentes | La guerra de los callados   | 1990 |
| Discos Sony    | Toque de clase              | 1991 |
| Discos Fuentes | La voz (bolero y salsa)     | 1992 |
| Discos Sony    | Fuego                       | 1993 |
| Discos Sony    | Sus razones tendrá          | 1994 |
| Discos Sony    | Mi libertad                 | 1995 |
| Discos Sony    | Reinando en vida            | 1996 |
| Discos Sony    | Deja que te cante           | 1997 |
| Discos Sony    | Cruzando el milenio         | 1998 |
| Discos Sony    | En sol mayor                | 1999 |
| Discos Sony    | Marcando terreno            | 2001 |
| Discos Fuentes | Se armó la moña en carnaval | 2003 |
| Discos Fuentes | Arroyo Peligroso EP         | 2004 |
| Discos Fuentes | El super Joe                | 2007 |

## Premios

### Premios Grammy Latinos
| Año  | Categoría                      | Resultado |
| ---- | ------------------------------ | --------- |
| 2011 | Premio a la Excelencia Musical | Ganador   |

### Congos de Oro
Otorgado en el Festival de Orquestas del Carnaval de Barranquilla:
| Año  | Trabajo nominado  | Categoría         | Resultado |
| ---- | ----------------- | ----------------- | --------- |
| 1974 | Fruko y sus Tesos | Conjunto          | Ganador   |
| 1978 | Fruko y sus Tesos | Combo             | Ganador   |
| 1984 | Joe Arroyo        | Conjunto Nacional | Ganador   |
| 1985 | Joe Arroyo        | Combo Nacional    | Ganador   |
| 1986 | Joe Arroyo        | Combo Nacional    | Ganador   |
| 1987 | Joe Arroyo        | Combo Nacional    | Ganador   |
| 1988 | Joe Arroyo        | Conjunto          | Ganador   |
| 1989 | Joe Arroyo        | Combo Tropical    | Ganador   |
| 1990 | Joe Arroyo        | SuperCongo de Oro | Ganador   |
| 1995 | Joe Arroyo        | Tropical          | Ganador   |
| 1997 | Joe Arroyo        | Tropical Nacional | Ganador   |
| 1998 | Joe Arroyo        | Tropical          | Ganador   |